# Красносельський (Білорусь)
Красносе́льський (біл. Краснасельскі) — селище міського типу в Гродненській області Білорусі, у Волковиському районі.
Населення селища становить 7,3 тис. осіб (2006).

## З історії селища
Значним осередком видобутку кременю був район Волковиського узвишшя в Західній Білорусі, у долині річки Рось (притоки Німану), центром якого можна вважати Красне Село. Конкреції кременю видобували тут у покладах крейди. Виявлені ознаки кількох тисяч копалень, які розроблялися з середини IV – до останніх сторіч II тис. до Р.Х. Переважали добувні виробки вертикального типу, які розташовувались досить купчасто і сягали глибини 5 – 7 м. Спостерігається традиційне заповнення виробок пустою породою. Населення, за оцінкою археологів, мало чітко виражену професійну спеціалізацію, у якій домінував клан гірників. Численні готові вироби, а також напівфабрикати (заготівки) транспортувалися на значну відстань від копалень, зокрема на терени Балтійського узбережжя. 